# Bolero (klädesplagg)

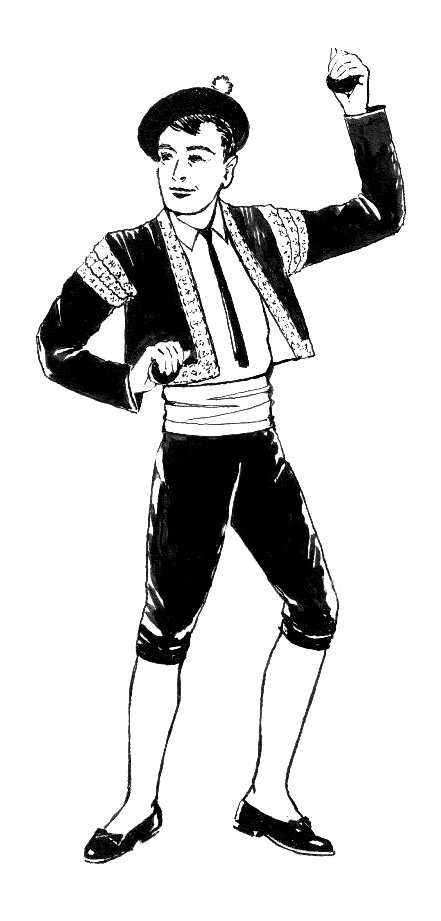
Traditionell spansk bolero.

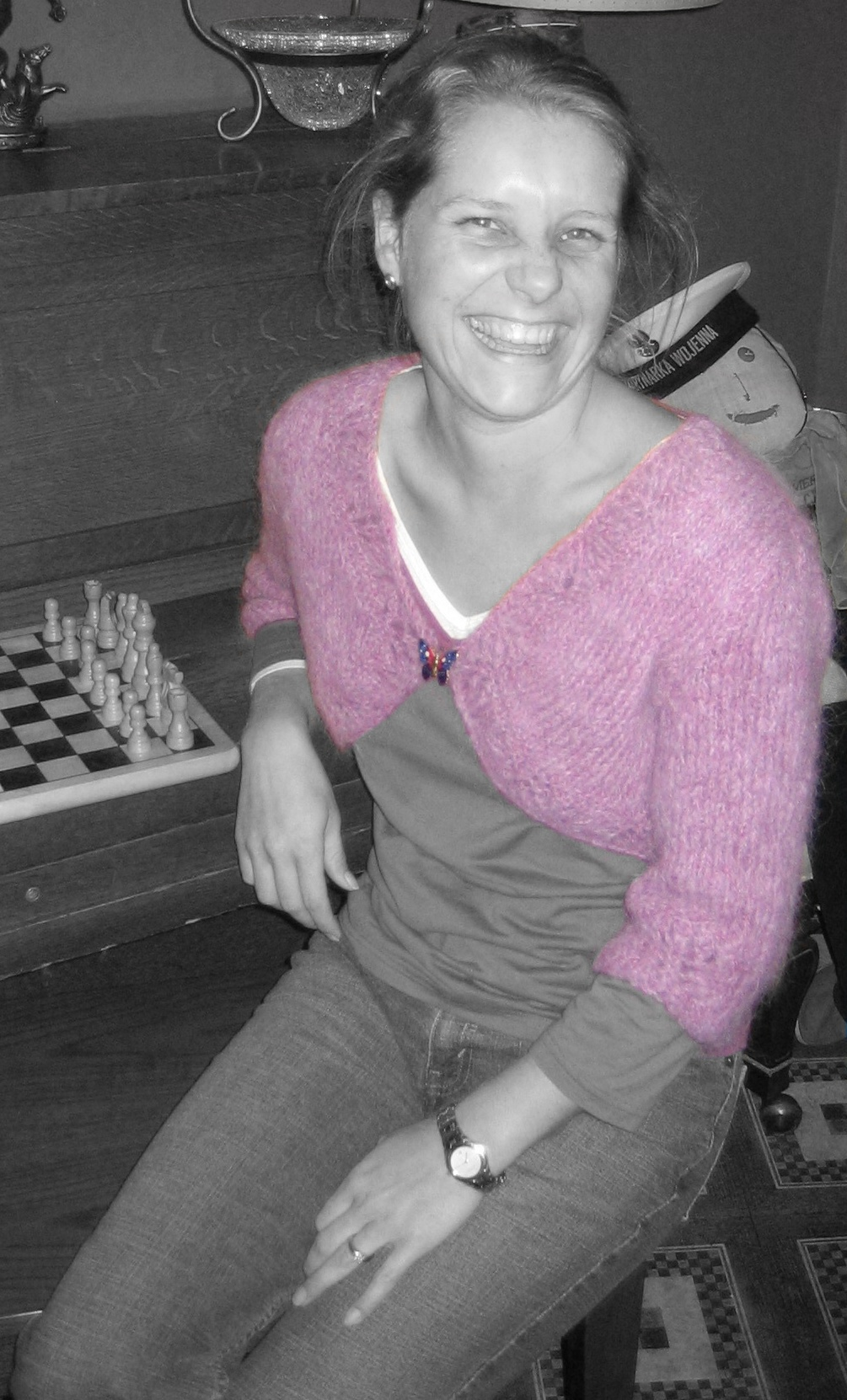
Modern stickad bolero.

En bolero är en kort, öppen, ofta slaglös jacka, avskuren strax under revbenen. Boleron är enkelknäppt med agraffer, ibland dubbelknäppt, sedermera med rundade knapplösa framstycken. Ursprunget är den spanska toreadorjackan.
I samband med att dansen bolero lanserades cirka 1800 fick kavaljerernas korta jacka sitt namn. I slutet av 1800-talet blev damjackor inspirerade av de spanska jackorna på modet, och förblev vanliga fram till början av 1900-talet. Under 1960-talet blev boleron mode igen, då ofta av svart sammet. Sydamerikanska gauchos har sin egen variant av boleron, en slaglös öppen jacka med broderier och dekorativa tennknappar, ursprungligen skapad cirka 1590.

## Hatt
Bolero är även en oftast plattkullig hatt med uppåtvikta, korta brätten, inte helt olik sydamerikanska ursprungsbefolkningens plommonstopsliknande hatt. Den ingår i tjurfäktarnas klädsel.